# 孔舉
孔彥舉（1433年—？），字舜卿，直隸舒城人，祖籍山東曲阜，孔子第五十九代孫，明朝政治人物，進士出身。

## 生平
應天府鄉試第六名。成化二年（1466年）參加丙戌科會試第一百二十五名，殿試登進士第二甲第九十五名。

## 家族
曾祖孔希文，曾任訓科、祖父孔詢、父亲孔公敷。官至福建布政使司左參政。